# Историческая хрестоматия нового периода русской словесности
«Историческая хрестоматия нового периода русской словесности», с 7-го издания Историко-литературная хрестоматия нового периода русской словесности — двухтомный русскоязычный сборник текстов и историко-литературная хрестоматия, отразившая развитие русской литературы от Петра Великого до Александра Сергеевича Пушкина. Составитель А. Д. Галахов. Издание вышло в Санкт-Петербурге в 1861—1864 годах. 20-е переиздание, исправленное и дополненное, вышло под редакцией В. И. Орлова в 1916 году в Санкт-Петербурге.

## Содержание
Т. 1. От Петра I до Карамзина.
Т. 2. От Карамзина до Пушкина.
Авторы текстов:
А. А. Аблесимов, И. Ф. Богданович, Анастасий Братановский, М. И. Вере́вкин, Д. П. Горчаков, Е. Р. Дашкова, Г. Р. Державин, И. И. Дмитриев, И. М. Долгорукий, Екатерина II, Г. П. Каменев, А. Д. Кантемир, В. В. Капнист, Н. М. Карамзин, Я. Б. Княжнин, Георгий Конисский, Е. И. Костров, Гедеон Криновский, И. А. Крылов, Н. Г. Курганов, М. В. Ломоносов, В. И. Майков, М. Н. Муравьев, А. Н. Нахимов, Ю. А. Нелединский-Мелецкий, Н. И. Новиков, В. П. Петров, митрополит Платон, В. С. Подшивалов, Н. Н. Поповский, И. Т. Посошков, Феофан Прокопович, Дмитрий Сеченов, А. П. Сумароков, В. Н. Татищев, В. К. Тредиаковский, Д. И. Фонвизин, И. И. Хемницер, М. М. Херасков, М. М. Щербатов,
Амвросий Юшкевич, Стефан Яворский.

## Библиографическое описание
Галахов, Алексей Дмитриевич (1807—1892). Историческая хрестоматия нового периода русской словесности : [От Петра I до нашего времени] / Сост… А. Галаховым. Т. 1-2. — Санкт-Петербург, 1861—1864. — 2 т.; 26. С 7-го изд. загл.: Историко-литературная хрестоматия нового периода русской словесности Содерж.: Т. 1. От Петра I до Карамзина. Т. 2. От Карамзина до Пушкина.

## Рецензии
- Без подписи. Отечественные записки, 1861, № 10, отд. III, с. 116—117
- Без подписи. Русская словесность, 1861, № 10, отд. II, с. 57-60
- Грот Я. К. Известия императорской АН по Отделению русского языка и словесности, 1861, т. Х, вып. 2, с. 152-156
- Котляревский А.А. Московские ведомости, 1861, №279, 20 декабря, с.2270-2271.